# Brücke bei Nimreh
Die Brücke bei Nimreh ist eine aus dem 3. oder 4. Jahrhundert n. Chr. stammende römische Bogenbrücke in Syrien in der Nähe von Shahba, dem antiken Philippopolis. Ihre Gewölbekonstruktion aus drei parallelen Gurtbögen beruht auf lokalen Bautraditionen der alten Kulturlandschaft des Hauran und ist – soweit bekannt – einzigartig im römischen Brückenbau.

## Verkehrslage des Hauran
Die Brücke bei Nimreh liegt im Hauran (antiker Name: Auranitis), einer ca. 80 km südöstlich von Damaskus gelegenen vulkanischen Gebirgslandschaft im Übergangsbereich zwischen Ackerbauland und Wüste. Dank fruchtbarer Böden und hinreichender Niederschläge warf der Landstrich in römischer Zeit besonders hohe landwirtschaftliche Erträge ab, deren Transport ein ausgedehntes Straßennetz ermöglichte. Auch als Knotenpunkt mehrerer Fernhandelsrouten spielte die Region eine besondere Rolle: die Inlandsverbindung zwischen den Umschlagplätzen Petra, Damaskus und Aleppo führte geradewegs über den Hauptort Bostra, während die transarabische Karawanenstraße und die Route nach Palmyra, die spätere Strata Diocletiana, den Hauran im Norden bzw. Süden immerhin tangierten. Der entscheidende Ausbau der Infrastruktur erfolgte nach der Errichtung der Provincia Arabia durch Kaiser Trajan im Jahr 106 n. Chr., als die Römer die Grenzprovinz durch die Anlage von Kastellen und Militärstraßen gegen die Überfälle nomadisierender Wüstenstämme sicherten und Bostra zum Standort der Legio III Cyrenaica bestimmten. Dabei machte die von Wadis zergliederte Gebirgslandschaft auch den Bau fester Brücken notwendig, von denen nicht nur die bei Nimreh, sondern auch zwei weitere in Djemerrin und in Kharaba die Zeit überdauert haben.

## Brückenkonstruktion
Die Brücke befindet sich 10 km südöstlich von Shahba am Fuße des Bergdorfs Nimreh, das unter dem Namen Namara bereits im Onomastikon der biblischen Ortsnamen des Eusebius von Caesarea als bedeutende Ortschaft bezeugt ist (vicus grandis). In der Nähe der modernen Fahrstraße gelegen, überquert sie den Wadi al-Liwa in einem nahezu rechten Winkel. Am westlichen Ende trifft die ansonsten geradlinig verlaufende Brücke mit einem leichten Knick von 120° auf den Wadirand, ein daran anschließender Straßendamm verliert sich nach etwa 100 m im Gelände. Die Gesamtlänge beträgt 25 m, wobei der östliche Abschnitt mit 15 m bis zum Bogenscheitel um 5 m länger ist als der westliche. Die Brückenbreite von 4,52 m entspricht interessanterweise genau der in Kharaba. Mit einer Spannweite von 6,73 m und einer Stichhöhe von 3,10 m beschreibt der einzige Bogen eine leicht flachere Kurve (ca. 160°) als der normale römische Rundbogen (180°); die Höhe des Bogenscheitels über dem Wadibett beträgt 3,60 m.
Das Brückengewölbe besteht aus drei parallelen, im Abstand von 1,20 m stehenden Gurtbögen, deren Zwischenräume bis unter die Fahrbahnoberfläche mit länglichen Basaltblöcken überdeckt sind; die Gurtbögen selbst sind aus 60 cm langen, 30 cm breiten und ebenso hohen Quadern aufgemauert. Dieses Konstruktionsprinzip der Transversalbögen mit Decksteinen stellt – soweit bekannt – bei Römerbrücken ein Unikum dar. Es findet sich im Hauran auch bei Deckenkonstruktionen spätantiker Hallen- und Zentralbauten ebenso wie bei der frühchristlichen Kirche in Nimreh und lässt auf eine Errichtung in der Spätantike im 3. oder 4. Jahrhundert n. Chr. schließen. Möglicherweise fällt der Bau der Brücke konkreter in die Blütezeit der Region im 3. Jahrhundert, die mit dem Ausbau von Shahba, der Geburtsstadt des Kaisers Philippus Arabs, zu Philippopolis ihren Höhepunkt erreichte. Die Verwendung von Gurtbögen zur Raumeinwölbung wurde im Hauran bis in die erste Hälfte des 20. Jahrhunderts als lokale Bautechnik weitergeführt.
Vermutlich wurde die Brücke ohne Fundamentierung direkt auf dem anstehenden Untergrund errichtet. Das fast schmucklose Mauerwerk besteht aus rechteckigen, grob geglätteten Basaltsteinen unterschiedlicher Größe, die ohne Mörtelverbindung trocken aufeinander liegen (opus quasi-quadratum). Die Verwendung von Basalt kam im römischen Brückenbau nur selten vor und muss – wie bei anderen antiken Brücken im Hauran auch – auf die reichliche Verfügbarkeit dieser Gesteinsart vor Ort zurückgeführt werden. Die Verschalung ist auf beiden Seiten im Bereich der Bogenzwickel aufgebrochen und gibt den Blick auf die Verfüllung aus Feldsteinen, grobem Sand und Erde frei. Der besonders im Rampenbereich gut erhaltene Straßenbelag setzt sich aus großen, glatten Basaltsteinen zusammen.